# Wąwóz Kleszczowski
Wąwóz Kleszczowski – wąwóz łączący wieś Kleszczów z Doliną Aleksandrowicką na Grzbiecie Tenczyńskim na terenie Tenczyńskiego Parku Krajobrazowego w województwie małopolskim. Pod względem geograficznym znajduje się na Garbie Tenczyńskim (część Wyżyny Krakowsko-Częstochowskiej) w obrębie Tenczyńskiego Parku Krajobrazowego.
Wąwóz rozpoczyna się na północy w Kleszczowie, rozdzielając go na dwie części (wschodnią – przysiółek Zadół – i zachodnią – przysiółek Na Hektarach). Na południu przechodzi w Dolinę Aleksandrowicką na północ od wsi Aleksandrowice. W Wąwozie Kleszczowskim wypływa potok Aleksandrówka.